# Bandeira de Mello Filho
Luiz Fernando Bandeira de Mello Filho (Recife, 17 de julho de 1979) é um servidor público e advogado brasileiro, que atualmente exerce o cargo de Diretor de Assuntos Jurídicos da Presidência do Senado Federal do Brasil. Anteriormente, foi Conselheiro do Conselho Nacional de Justiça (2021 a 2025), Conselheiro do Conselho Nacional do Ministério Público (2017 a 2021) e Secretário-geral da Mesa do Senado Federal (2014 a 2021).

## Biografia

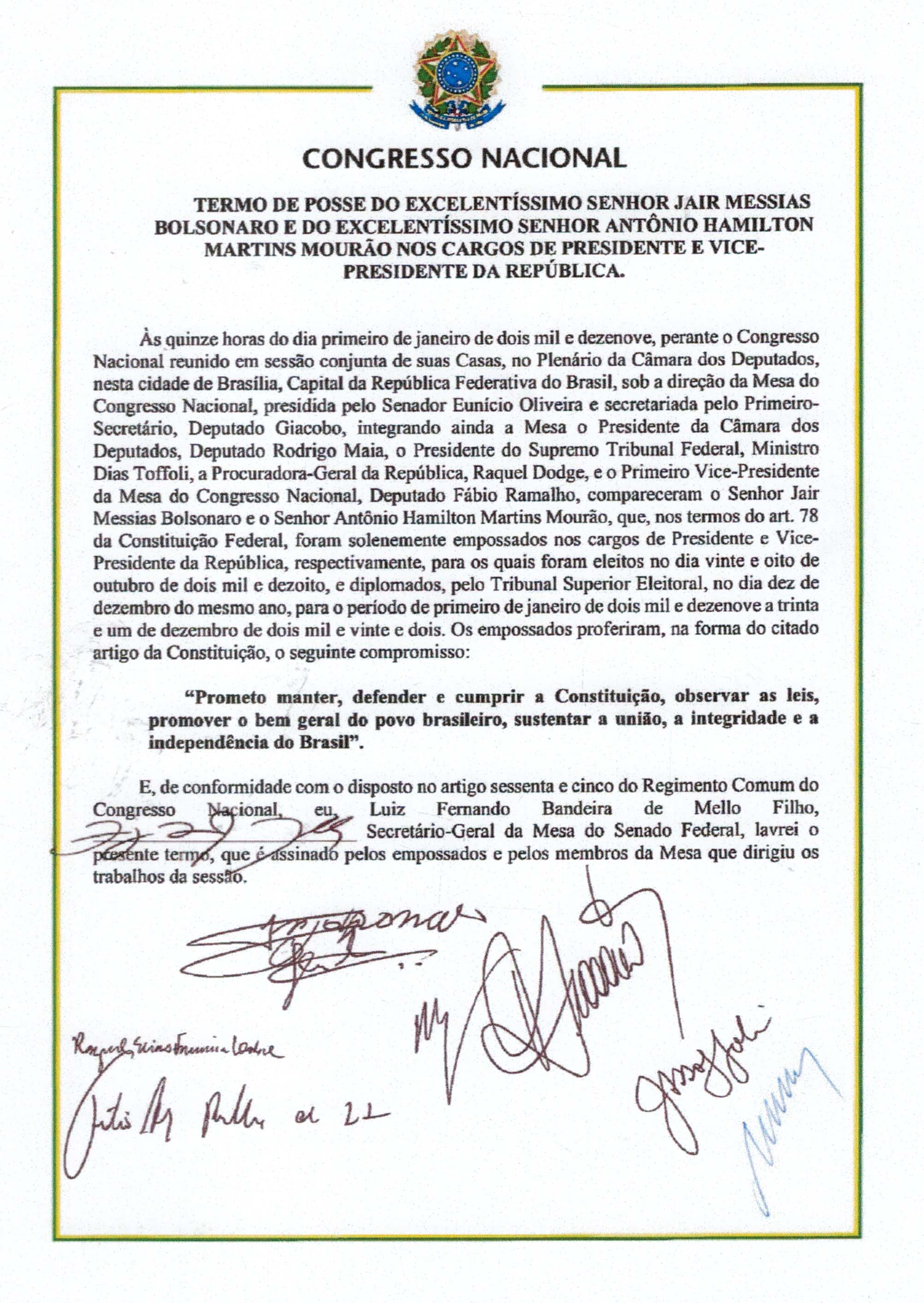
Termo de Posse presidencial e vice-presidencial de 2019 assinado por Bandeira de Mello como Secretário Geral da Mesa Senatorial.

Formado em Direito pela Universidade Federal de Pernambuco, em 2001, onde colou o grau de Mestre em 2004. Em julho de 2023 obteve o título de Doutor em Direito (“cum laude”) pela tradicional Universidad de Salamanca, na Espanha, com trabalho sobre impeachment publicado em 2024 pelo Senado Federal.
É consultor legislativo concursado do Senado Federal desde 2004. No Senado Federal, foi Consultor-Geral Adjunto (abr. 2007 a abr. 2008), Advogado-Geral do Senado (out. 2008 a jan. 2011), Chefe de Gabinete da Presidência do Senado (fev. 2013 a maio 2014), Diretor-Geral (mai. 2014 a fev.2015) e Secretário-geral da Mesa (desde abr.2014 até fev. 2021, quando licenciou-se para assumir o CNJ).
De janeiro de 2011 a fevereiro de 2013 esteve cedido ao Ministério da Previdência Social, onde ocupou os cargos de Consultor Jurídico. e de Chefe de Gabinete do então Ministro Garibaldi Alves Filho
Por ocasião da obtenção de seu grau de Mestre em Direito, defendeu a dissertação intitulada "Novos Mecanismos de Prevenção à Corrupção em Licitações Públicas", pela qual obteve o conceito "aprovado com distinção".
Foi designado pelo Presidente do Supremo Tribunal Federal Ricardo Lewandowski escrivão do processo de impeachment de Dilma Rousseff  e foi responsável por orientá-lo nas questões regimentais ao longo das sessões de pronúncia e julgamento.
Luiz Fernando foi o técnico do Senado responsável pela orientação a respeito do fatiamento do impeachment que cassou o mandato de Dilma Rousseff, mas a permitiu continuar com seus direitos políticos. Defendeu a possibilidade dessa aplicação separada das penas do impeachment em entrevistas e artigos publicados na sequência ao julgamento pelo Senado Federal.
Em 25 de setembro de 2017 tomou posse no cargo de Conselheiro do Conselho Nacional do Ministério Público, na vaga destinada a cidadão indicado pelo Senado Federal, para um mandato de dois anos, tendo sido reconduzido a novo mandato, exercido até 23 de fevereiro de 2021, quando renunciou para tomar posse no CNJ. Sucedeu nesta mesma cadeira do CNMP o atual desembargador do Tribunal Regional Federal da 5a Região (TRF-5), Leonardo Carvalho e foi em seguida sucedido por Engels Augusto Muniz.
Em 1 de fevereiro de 2019 foi exonerado do cargo de Secretário-geral da Mesa do Senado Federal pelo Senador Davi Alcolumbre por ter adotado medidas às vésperas da eleição que supostamente favoreciam o candidato a presidente do Senado, Renan Calheiros. No entanto, sua exoneração foi tornada sem efeito um dia depois pelo Senador José Maranhão, que conduziu a sessão que elegeu o presidente do Senado.Após ser eleito presidente do Senado Federal, o senador Davi Alcolumbre decidiu mantê-lo no cargo de Secretário-geral e ao final de seu mandato como Presidente foi primeiro signatário da indicação de Bandeira de Mello ao Conselho Nacional de Justiça.
Em julho de 2023, Bandeira de Mello defendeu seu doutorado na Universidad de Salamanca, na Espanha, com a tese "Impeachment à Brasileira: contornos da responsabilidade política do Presidente da República", em que estuda em profundidade o tema do impeachment, a partir da experiência que vivenciou no processo movido contra Dilma Rousseff em 2016.